# Brincando de Roda Vol. 2
Brincando de Roda Vol. 2 é um álbum de estúdio do grupo infantojuvenl brasileiro A Patotinha, lançado em 1981, pela gravadora RCA.  Trata-se de uma sequência de Brincando de Roda numa Discotheque, de 1978, que consistia em uma coleção de cantigas de roda com arranjos de música disco. Nessa época as integrantes eram: Kátia, Márcia, Mônica e Cecília.

## Produção e lançamento
A produção é de Paulo Idelfonso e os arranjos e a regência ficaram por conta de Hélio Santisteban, O repertório inclui as principais cantigas e brincadeiras de roda de diversos Estados brasileiros. A maioria das canções são tradicionais e de autores desconhecidos, mas algumas faixas populares de compositores como Noel Rosa também foram incluídas. 
Apesar de, no mesmo ano, terem lançado um compacto de sucesso com a faixa Ob-La-Di Ob-La-Da - Submarino Amarelo, a canção não foi incluída no disco.

## Recepção
Recebeu críticas mistas da imprensa. O Jornal do Commercio, por exemplo, elogiou a escolha do repertório, mas criticou as adaptações feitas de algumas canções, e sobretudo o fato do projeto ter se valido de ganhar direitos autorais em cima de canções de domínio público. Também criticou a falta das letras das canções no encarte.

## Lista de faixas
- Créditos adaptados do encarte do LP Brincando de Roda Vol. 2.[8]

Lado A
| N.º | Título                                                                       | Compositor(es) | Duração |  |
| 1.  | "Companheiros Nossa Roda"                                                    | Tradicional    | 3:24    |  |
| 2.  | "São João Dararão/O Baú/Seu Tenente"                                         | Tradicional    | 1:25    |  |
| 3.  | "Ainda Não Comprei/A Pulga e o Percevejo/Caranguejo Não é Peixe"             | Tradicional    | 2:10    |  |
| 4.  | "Mariana"                                                                    | Tradicional    | 2:53    |  |
| 5.  | "Ó Limão Entrai na Roda/Olha o Macaco/Um Solteiro a Passear/Boa Companheira" | Tradicional    | 3:26    |  |
| 6.  | "Balainha/Ratoeira/Balaio/Vamos Dar A Despedida"                             | Tradicional    | 1:14    |  |
| 7.  | "É de Valentim/Tin Tin/Toda Mãe Que O Filho Embala"                          | Tradicional    | 1:23    |  |

Lado A
| N.º | Título                                                                | Compositor(es)                         | Duração |  |
| 1.  | "Pastorinhas/Tentem/João da Rocha"                                    | João de Barro/ Noel Rosa , Tradicional | 2:40    |  |
| 2.  | "Outras Cantigas"                                                     | Hélio Matheus                          | 3:50    |  |
| 3.  | "Bom Dia Vossa Senhoria/Sereno da Meia Noite/Se Eu Fosse Um Peixinho" | Tradicional                            | 2:01    |  |
| 4.  | "O Galinho/Vamos Brincar de Roda/Brincar de Cadeira"                  | Tradicional                            | 2:14    |  |
| 5.  | "Terra de Jó"                                                         | Eduardo Gudin/Paulo César Pinheiro     | 1:46    |  |
| 6.  | "Brincar de Roda/Lá Na Ponte da Aliança/A Bruxa"                      | Tradicional                            | 1:49    |  |
| 7.  | "Minha Companhia"                                                     | Hélio Matheus                          | 2:56    |  |